# Иванов, Пётр Иванович (генерал)
Пётр Иванович Иванов (1 июля 1900 — апрель 1980) — советский военный деятель, генерал-майор, участник Гражданской и Великой Отечественной войн.

## Биография
Пётр Иванович Иванов родился 1 июля 1900 года в деревне Городок (ныне — Вяземский район Смоленской области). Работал делопроизводителем в Вяземском уездном финансовом отделе. В июле 1920 года поступил на службу в Рабоче-Крестьянскую Красную Армию. Участвовал в Гражданской войне, в том числе в подавлении Кронштадтского восстания. В 1921 году окончил 31-е Смоленские пехотные курсы командного состава, после чего служил на командных должностях в различных войсковых частях. В 1927 году окончил Военно-политические курсы имени М. В. Фрунзе в городе Ташкенте. С апреля 1938 года командовал 1-м полком аэростатом заграждения. В этой должности встретил начало Великой Отечественной войны.
Участвовал в битве за Москву в составе 1-го корпуса ПВО Московской зоны ПВО. Полк Иванова осуществлял аэростатное прикрытие Москвы с западного и южного направлений. Благодаря его боевой работе противник был вынужден летать на этих участках на больших высотах, не имея тем самым возможности осуществить прицельное бомбометание. В начале июня 1942 года полк Иванова был преобразован в 1-ю дивизию аэростатов заграждения. Вплоть до конца войны она осуществляла прикрытие Москвы от вражеских авиационных налётов.
После окончания войны продолжал службу в Советской Армии. Был начальником аэростатов заграждения Северо-Западного округа ПВО, а затем войск ПВО Московского района. В марте 1956 года в звании генерал-майора технических войск был уволен в запас. Проживал в Москве. Умер в апреле 1980 года.

## Награды
- Орден Ленина (6 ноября 1945 года);
- 2 ордена Красного Знамени (3 ноября 1944 года, 15 ноября 1950 года);
- Орден Отечественной войны 1-й степени (18 ноября 1944 года);
- Орден Красной Звезды (7 ноября 1942 года);
- Медаль «За оборону Москвы» и другие медали.